# Petrus Klockaerts
Petrus Lodewijk Klockaerts (Lier, 17 juli 1902 - Herentals, 11 augustus 1972) was een Belgisch politicus voor het Katholiek Verbond van België en de CVP.

## Levensloop
Hij was een zoon van Petrus Josephus Klockaerts en van Maria Van den Berg (1878-1904). Hij trouwde met Maria Dymphna Spiessens (1904-1984) en ze hadden twaalf kinderen.
Van beroep steenhouwer, werd Klockaerts in 1939 gemeenteraadslid van Herentals en in 1945 schepen.
In 1950 werd hij verkozen tot senator voor het kiesarrondissement Mechelen-Turnhout en vervulde dit mandaat tot in 1954.